# Izzy Sharp
Isabel (Izzy) Sharp (Southampton, 29 juni 2005) is een Brits baan- en wegwielrenster. 

## Carrière
Als eerstejaars juniore, in 2022, werd Sharp onder meer vijfde in Gent-Wevelgem en tweede in de Omloop van Borsele. Op het wereldkampioenschap werd ze tiende in de door haar landgenote Zoe Bäckstedt gewonnen tijdrit. Op de baan werd ze dat jaar Europees kampioen in de puntenkoers. In 2023 keerde ze terug in Gent-Wevelgem, ditmaal om te winnen. Ook in de Omloop van Borsele keerde ze terug en won ze zowel de openingstijdrit als het eindklassement. Op het nationale kampioenschap tijdrijden behaalde ze de bronzen medaille, achter Cat Ferguson en Ella Jamieson. Op het wereldkampioenschap in eigen land, begin augustus, werd ze tweede in de tijdrit, achter de Australische Felicity Wilson-Haffenden.
In 2024 werd Sharp prof bij Lidl-Trek. Haar debuut voor de ploeg maakte ze in de Ronde van de Verenigde Arabische Emiraten. In juli van dat jaar werd ze, met haar ploeggenoten van de Britse nationale selectie, Europees kampioen ploegenachtervolging bij de beloften. Die titel verlengde de selectie een jaar later met succes.

## Palmares

### Baanwielrennen
| Jaar    | BK                                           | EK                                                       | WK                         | Overige |
| Junior  | Junior                                       | Junior                                                   | Junior                     | Junior  |
| ------- | -------------------------------------------- | -------------------------------------------------------- | -------------------------- | ------- |
| 2022    |                                              | puntenkoers · achtervolging                              | achtervolging · afvalkoers |         |
| 2023    |                                              | koppelkoers · ploegenachtervolging                       | afvalkoers · puntenkoers   |         |
| Belofte |                                              |                                                          |                            |         |
| 2024    |                                              | ploegenachtervolging · 8e achtervolging                  |                            |         |
| 2025    |                                              | ploegenachtervolging · 5e achtervolging · 6e puntenkoers |                            |         |
| Elite   |                                              |                                                          |                            |         |
| 2022    | 9e puntenkoers 10e achtervolging             |                                                          |                            |         |
| 2023    | 8e achtervolging 9e scratch                  |                                                          |                            |         |
| 2024    | achtervolging                                |                                                          |                            |         |
| 2025    | achtervolging · 8e puntenkoers · 13e scratch |                                                          |                            |         |

### Wegwielrennen
2022
Jongerenklassement Omloop van Borsele, Junioren
2023
Gent-Wevelgem, Junioren
1e etappe Omloop van Borsele, Junioren
Eindklassement Omloop van Borsele

## Ploegen
- 2024 –  Lidl-Trek
- 2025 –  Lidl-Trek

van Anrooij · Bäckstedt · Balsamo · Brand · Chapman · Copponi · Deignan · van Dijk · Hanson · A. Holmgren · I. Holmgren · Klein · Longo Borghini · Moors · Realini · Sanguineti · Sharp · Spratt · Wilson-Haffenden
van Anrooij · Balsamo · Bjerg · Brand · Copponi · Deignan · van Dijk · Fisher-Black · Hanson · Henderson · A. Holmgren · I. Holmgren · Markus · Moors · Realini · Sanguineti · Sharp · Spratt · Wilson-Haffenden